# 아마노 히로시
아마노 히로시(일본어: 天野 浩, 1960년 9월 11일 ~ )는 일본의 전자공학자이다. 학위는 공학박사(나고야 대학), 전공은 반도체공학이다.
나고야 대학 특별교수, 나고야 대학 대학원 공학연구과 교수, 나고야 대학 미래 일렉트로닉스 집적 연구 센터장, 나고야 대학 아카사키 기념 연구 센터장, 메이조 대학 LED 공동 연구 센터 운영위원이다. 아카사키 이사무와 함께 세계 최초로 청색 LED에 필요한 고품질 결정 기술의 발명에 성공했다. 이러한 업적으로 2014년에 아카사키 이사무, 나카무라 슈지와 함께 노벨 물리학상을 공동 수상했다.

## 인물
시즈오카현 하마마쓰시에서 자동차 회사 스즈키 기술자의 장남으로 태어났다. 시즈오카 현립 하마마쓰니시 고등학교 수석 졸업을 거쳐, 나고야 대학 대학원 공학연구과 석사과정 수료 후 취직을 고려하고 있었지만 대학 4학년 때부터 지도를 받고 있던 지도 교관 아카사키 이사무 교수로부터 “뭐든지 소화해낼 학생”이라고 높이 평가하고 강력한 권유를 받고 대학원 박사과정에 진학했다. 1989년에는 나고야 대학에서 공학박사 학위를 받았는데 “GaN의 MOVPE 성장과 광전물성 및 청색 발광 소자에의 응용에 관한 연구”라는 제목으로 논문을 발표했다.
나고야 대학 공학부 조수를 거쳐 1992년부터 아카사키 연구실이 메이조 대학으로 옮긴 것에 따라 퇴직하고 메이조 대학 이공학부 강사로 부임했다. 메이조 대학 이공학부 교수를 거쳐 2010년부터 나고야 대학 대학원 공학연구과 교수로 재직하고 있다. 연구 열심인 것으로 알려지면서 대학 연구실은 평일, 휴일, 연휴 등 항상 밤늦게까지 불이 켜지면서 ‘불야성’이라고 불렸다.
초등학교 시절에는 축구와 소프트볼, 초등학교 고학년에서 중학교 시절까지는 아마추어 무선에만 열중했는데 소프트볼에서는 포수를, 축구에서는 골키퍼를 맡았다. 중학교까지는 공부를 싫어했는데 수학은 잘했다. 고교 입학 직후에 치른 시험에서 학년 10위를 차지하는 등 고교에서는 공부나 연구의 목적은 사람의 도움이 되는 일이라는 생각에서 공부에만 전념하게 되어 매일 밤늦게까지 책상에 앉아 있었다고 한다. 고등학교 시험 때 학군 내 1위인 시즈오카 현립 하마마쓰키타 고등학교(구제 하마마쓰 제1 중학교)가 아닌 학군 내 2위인 시즈오카 현립 하마마쓰니시 고등학교(구제 하마마쓰 제2 중학교)로 진학하거나 대학 수험에는 대학 공통 제1차 학력 시험 결과가 예상을 밑돌았기 때문에 지망 학교를 교토 대학 공학부에서 1등급이 낮은 나고야 대학 공학부로 변경하는 등 어머니로부터 “뭐든지 1등급이 떨어진 안전권을 걷는다”라고 평가받았다. 또한 연구실 학생에 의하면 낙관적인데다가 온화한 성격을 갖고 있어서 화를 내는 것을 본 적이 없다고 한다.

## 가족 관계
부인은 영어, 러시아어, 프랑스어 등 외국어에 능통하여 러시아 노보시비르스크 국립교육대학에서 일본어 강사로 활동하고 있어서 집안에 없기 때문에 가사 활동은 남편인 자신이 하고 있다. 장녀는 교토 대학 대학원 농학연구과에, 장남은 도쿄 대학에 각각 재학 중이다.

## 주요 경력

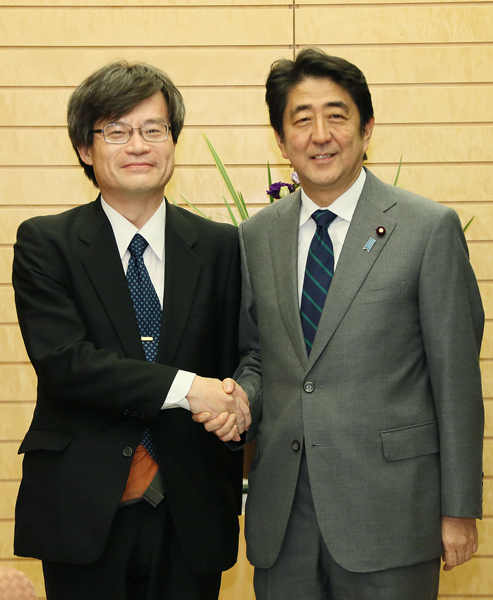
2014년 10월 22일, 총리대신 관저에서 내각총리대신 아베 신조(오른쪽)와 악수를 나누는 아마노 히로시

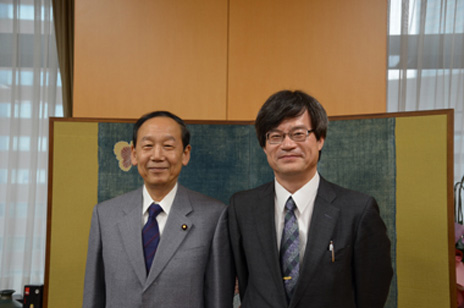
2014년 11월 12일, 내각부 특명담당대신(과학 기술 정책 담당) 야마구치 슌이치(왼쪽)와 함께

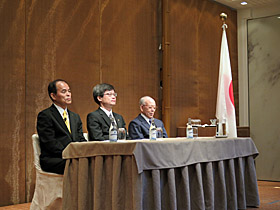
2014년 12월 8일, 스웨덴 스톡홀름 그랜드 호텔에서 나카무라 슈지(왼쪽), 아카사키 이사무(오른쪽)와 함께

- 1960년 : 시즈오카현 하마마쓰시 출신[8]
- 1973년 : 하마마쓰 시립 히로사와 초등학교 졸업
- 1976년 : 하마마쓰 시립 시지미즈카 중학교 졸업
- 1979년 : 시즈오카 현립 하마마쓰니시 고등학교 졸업(수석 졸업생 대표)
- 1983년 : 나고야 대학 공학부 전자공학과 졸업
- 1985년 : 나고야 대학 대학원 공학연구과 전기공학·전기공학 제2 및 전자공학 전공 박사 전기 과정 수료
- 1988년 : 나고야 대학 대학원 공학연구과 전기공학·전기공학 제2 및 전자공학 전공 박사 후기 과정 수료
- 1988년 : 나고야 대학 공학부 전자공학과 조수(문부교관)
- 1989년 : 나고야 대학에서 공학박사 학위를 취득(과정 박사)
- 1992년 : 메이조 대학 이공학부 강사
- 1998년 : 메이조 대학 이공학부 조교수
- 2002년 : 메이조 대학 이공학부 교수
- 2010년 : 나고야 대학 대학원 공학연구과 전자 정보 시스템 전공 전자 공학 분야 반도체 공학 강좌 교수, 메이조 대학 LED 공동 연구 센터 운영 위원
- 2011년 : 나고야 대학 대학원 공학연구과 아카사키 기념 연구 센터장, 나고야 대학 공학연구과 부속 플라스마 나노 공학 연구 센터 운영 위원
- 2015년 : 나고야 대학 특별교수, 나고야 대학 미래 재료·시스템 연구소 부속 미래 일렉트로닉스 집적 연구 센터 교수, 나고야 대학 미래 재료·시스템 연구소 부속 미래 일렉트로닉스 집적 연구 센터장, 하마마쓰 과학관 명예관장[9][10][11][12]
- 2017년 : 국립연구개발법인 물질·재료 연구 기구 특별 펠로[13]

## 수상 경력
- 1991년 : 전기학회 논문발표상
- 1994년 : 옵토 일렉트로닉스 회의 특별상
- 1996년 : 미국 IEEE/LEOS 엔지니어링 어치브먼트상
- 1998년 : 응용물리학회상
- 1998년 : 영국 랭크상
- 2001년 : 마루분 학술상
- 2002년 : 다케다상
- 2003년 : SSDM Award
- 2004년 : 도쿄 공업대학 정밀공학연구소 제1회 P&I 패턴트 오브 더 이어
- 2008년 : 일본 결정 성장 학회 논문상
- 2014년 : APEX/JJAP 편집공헌상
- 2014년 : 노벨 물리학상[1]
- 2015년 : 시즈오카현 현민 영예상
- 2015년 : 주니치 문화상
- 2015년 : 아이치현 학술상
- 2015년 : 나고야시 학술상
- 2015년 : 전자정보통신학회 특별공로상
- 2015년 : 문부과학대신 표창 과학기술상 연구부문
- 2015년 : 산학관 제휴 유공자 표창 일본학술회의 회장상
- 2015년 : 마루하치카이 수상
- 2015년 : 아시아 게임 체인저상

### 상훈·영예
- 2014년 : 문화훈장, 문화공로자[14]
- 2015년 : 하마마쓰시 명예시민[15]
- 2015년 : 아이치현 명예현민

### 회원
- 2009년 : 응용물리학회 회원
- 2009년 : 문부과학성 과학기술정책연구소 나이스스텝 연구자
- 2011년 : 영국 물리학회 회원
- 2015년 : 일본 스웨덴 협회 명예회원

## 주요 저서

### 저서
- 아마노 히로시 (2013년). 《ワイドギャップ半導体 あけぼのから最前線へ》 [와이드갭 반도체 아케보노에서 최전선에]. 바이후칸. ISBN 978-4563067878.

### 공저
- 아마노 히로시; 후쿠다 히로노부 (2015년). 《天野先生の「青色LEDの世界」》 [아마노 선생의 ‘청색 LED의 세계’]. 고단샤 블루박스. ISBN 978-4062579322.

## 논문
- H. Amano, N. Sawaki, I. Akasaki & Y. Toyoda, Appl. Phys. Lett. 48, 353 (1986).
- H. Amano, I. Akasaki, T. Kozawa, K. Hiramatsu, N. Sawaki, K. Ikeda & Y. Ishii, J. Lumin. 40 &41, 121 (1988).
- H. Amano, M. Kito, K. Hiramatsu, & I. Akasaki, Jpn. J. Appl. Phys. 28, L2112 (1989).
- H. Murakami, T. Asahi, H. Amano, K. Hiramatsu, N. Sawaki & I. Akasaki, J. Crystal Growth 115, 648 (1991).
- K. Itoh, T. Kawamoto, H. Amano, K. Hiramatsu & I. Akasaki, Jpn. J. Appl. Phys. 30, 1924 (1991).
- I. Akasaki, H. Amano, K. Itoh, N. Koide & K. Manabe, Int. Phys. Conf. Ser. 129, 851 (1992).
- I. Akasaki, H. Amano, S. Sota, H. Sakai, T. Tanaka & M. Koike, Jpn. J. Appl. Phys. 34, L1517 (1995).